# 南あわじ市立西淡志知小学校
南あわじ市立西淡志知小学校（みなみあわじしりつ せいだんしちしょうがっこう）は、兵庫県南あわじ市志知南にあった公立小学校。

## 沿革
出典
- 1958年(昭和33年)
  - 4月1日 - 西淡町立志知小学校開校。
  - 4月7日 - 片田八幡神社にて開校式を挙行。
  - 8月28日 - 新校舎落成式挙行。
- 1960年（昭和35年）12月21日 - 運動場拡張工事完了。
- 1961年（昭和36年）6月5日 - 講堂兼公民館落成。
- 1970年（昭和45年）7月31日 - プール完成。
- 1975年（昭和50年）
  - 5月13日 - 講堂兼体育館改装工事完了。
  - 5月22日 - 屋内体育館竣工式。
- 1986年（昭和61年）3月31日 - 新校舎竣工式。
- 2005年(平成17年)
  - 1月11日 - 南あわじ市の発足により南あわじ市立西淡志知小学校と改称。
  - 12月4日 - 体育館耐震補強および大規模改修工事完了。
- 2020年(令和2年)
  - 3月31日 - 南あわじ市立三原志知小学校との統合により廃校。
  - 4月1日 - 南あわじ市立志知小学校開校。

## 通学区域
- 南あわじ市志知地区(奥・口・飯山寺・南・北・志知・鈩に限る)[2]

## 進路状況
ほとんどの児童は南あわじ市立西淡中学校へ進学していた。